# Bleton

## Nom de personne
Bleton est un nom de famille  notamment porté par :

### Patronymes
- Annie Bleton-Ruget (1946-), historienne française ;
- Auguste Bleton (1834-1911), homme de lettres et historien français ;
- Jean Bleton (1918-2012),  bibliothécaire français ;
- Jeanne Bleton-Barraud (née Bleton, épouse Barraud) (1924-2016), résistante française.

### Paronymes
- Adrien Bletton (1986-), acteur québécois ;